# Râul Pogăniș, Săraz
Râul Pogăniș sau Râul Pogănești este un afluent al râului Săraz. 

## Hărți
- Harta munții Poiana Rusca  Arhivat în 12 martie 2010, la Wayback Machine.
- Harta județul Timiș